# Hundszungen (Fische)
Die Hundszungen (Cynoglossidae (Gr.: kyon = Hund, glossa = Zunge)) sind eine Familie aus der Ordnung Plattfische (Pleuronectiformes).
Sie leben weltweit in tropischen und subtropischen Regionen im Meer und im Brackwasser von Ästuarien. Fünf Arten leben im Süßwasser. Viele Arten werden kommerziell gefischt. Die in der  Nordsee vorkommende Hundszunge (Glyptocephalus cynoglossus) gehört nicht zu dieser Familie, sondern zu den Schollen (Pleuronectidae).

## Merkmale
Hundszungen haben eine für Plattfische schlanke Gestalt. Die sehr kleinen, eng zusammen stehenden Augen liegen auf der linken Körperseite. Rücken-, die zugespitzte Schwanz- und die Afterflosse sind zu einem Flossensaum verschmolzen. Die Rückenflosse beginnt vor den Augen. Brustflossen fehlen, nur bei Symphurus verbleibt eine feine Membran. Die Bauchflosse der Unterseite steht mit vier Flossenstrahlen auf der Mittellinie des Körpers. Der Rand des Vorkiemendeckels ist unter Haut und Schuppen verborgen. Die Anzahl der Wirbel liegt bei 42 bis 78, normalerweise 9 bis 10 Rumpf- und 33 bis 66 Schwanzwirbel. Die meisten Arten bleiben unter 30 Zentimeter, die größte wird 48 Zentimeter lang.

## Systematik
Es gibt zwei Unterfamilien, drei Gattungen und über 140 Arten:

### Unterfamilie Cynoglossinae
Bei der Unterfamilie Cynoglossinae steht der Kopf über dem bogenförmigen Maul vor. Das Seitenlinienorgan ist gut entwickelt, vor allem auf der Augenseite. Die Bauchflosse der Augenseite ist mit der Afterflosse zusammengewachsen. Die Arten der Unterfamilie Cynoglossinae leben meist in flachem Wasser, fünf vor allem in Flüssen und drei nur im Süßwasser. Zu der Unterfamilie gehören zwei Gattungen mit fast 70 Arten.
- Gattung Cynoglossus Hamilton, 1822, Lippen ohne Fransen.
  - Cynoglossus abbreviatus Gray, 1834
  - Cynoglossus acaudatus Gilchrist, 1906
  - Cynoglossus acutirostris Norman, 1939
  - Cynoglossus arel Bloch & Schneider, 1801
  - Cynoglossus attenuatus Gilchrist & Thompson, 1917
  - Cynoglossus broadhursti Waite, 1905
  - Cynoglossus browni Chabanaud, 1949
  - Cynoglossus cadenati Chabanaud, 1947
  - Cynoglossus canariensis Steindachner, 1882
  - Cynoglossus capensis Kaup, 1858Cynoglossus capensis

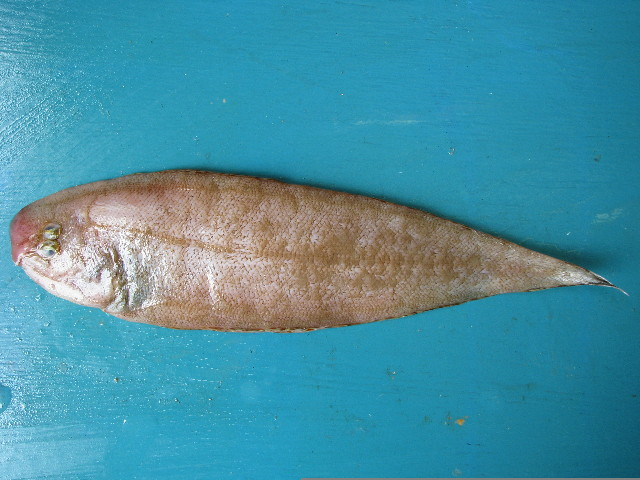
Cynoglossus capensis

  - Cynoglossus carpenteri Alcock, 1889
  - Cynoglossus crepida Fricke et al., 2017
  - Cynoglossus cynoglossus Hamilton, 1822Cynoglossus cynoglossus auf einem Fischmarkt.
  - Cynoglossus dispar Day, 1877

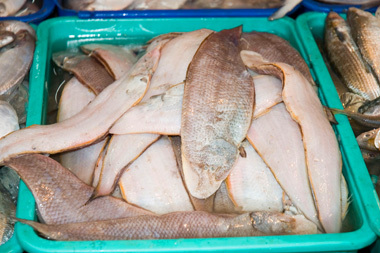
Cynoglossus cynoglossus auf einem Fischmarkt.

  - Cynoglossus dollfusi Chabanaud, 1931
  - Cynoglossus dubius Day, 1873
  - Cynoglossus durbanensis Regan, 1921
  - Cynoglossus feldmanni Bleeker, 1853
  - Cynoglossus gilchristi Regan, 1920
  - Cynoglossus gracilis Günther, 1873
  - Cynoglossus heterolepis Weber, 1910
  - Cynoglossus interruptus Günther, 1880
  - Cynoglossus itinus Snyder, 1909
  - Cynoglossus joyneri Günther, 1878
  - Cynoglossus kapuasensis Fowler, 1905
  - Cynoglossus kopsii Bleeker, 1851
  - Cynoglossus lachneri Menon, 1977
  - Cynoglossus lida Bleeker, 1851
  - Cynoglossus lighti Norman, 1925
  - Cynoglossus lineolatus Steindachner, 1867
  - Cynoglossus lingua Hamilton, 1822
  - Cynoglossus maccullochi Norman, 1926Cynoglossus maccullochi

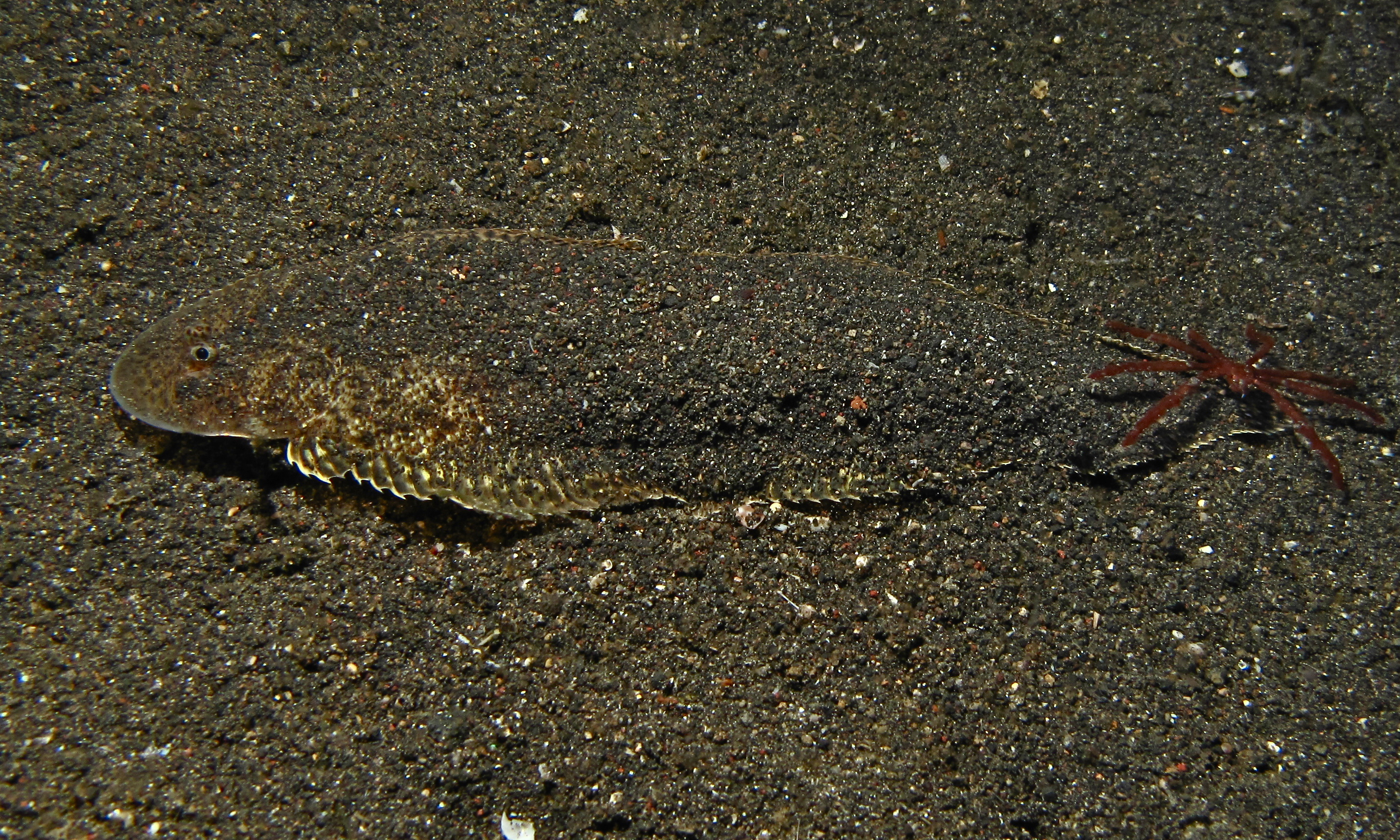
Cynoglossus maccullochi

  - Cynoglossus macrolepidotus Bleeker, 1851
  - Cynoglossus macrophthalmus Norman, 1926
  - Cynoglossus macrostomus Norman, 1928
  - Cynoglossus maculipinnis Rendahl, 1921
  - Cynoglossus marleyi Regan, 1921
  - Cynoglossus melampetalus Richardson, 1846
  - Cynoglossus microlepis Bleeker, 1851
  - Cynoglossus monodi Chabanaud, 1949
  - Cynoglossus monopus Bleeker, 1849
  - Cynoglossus nanhaiensis Wang et al., 2016
  - Cynoglossus nigropinnatus Ochiai, 1963
  - Cynoglossus ogilbyi Norman, 1926
  - Cynoglossus oligolepis Bleeker, 1854
  - Cynoglossus pottii Steindachner, 1902
  - Cynoglossus puncticeps Richardson, 1846
  - Cynoglossus purpureomaculatus Regan, 1905
  - Cynoglossus quadrilineatus (Bleeker, 1851)
  - Cynoglossus robustus Günther, 1873
  - Cynoglossus roulei Wu, 1932
  - Cynoglossus sealarki Regan, 1908
  - Cynoglossus semifasciatus Day, 1877
  - Cynoglossus semilaevis Günther, 1873
  - Cynoglossus senegalensis Kaup, 1858
  - Cynoglossus sibogae Weber, 1913
  - Cynoglossus sinicus Wu, 1932
  - Cynoglossus sinusarabici Chabanaud, 1931
  - Cynoglossus suyeni Fowler, 1934
  - Cynoglossus trigrammus Günther, 1862
  - Cynoglossus trulla Cantor, 1849
  - Cynoglossus waandersii Bleeker, 1854
  - Cynoglossus westraliensis Fricke, 2019
  - Cynoglossus yokomaru Naito & Endo, 2019
  - Cynoglossus zanzibarensis Norman, 1939
- Gattung Paraplagusia Bleeker, 1865, Lippen auf der Augenseite mit Fransen.Paraplagusia japonica

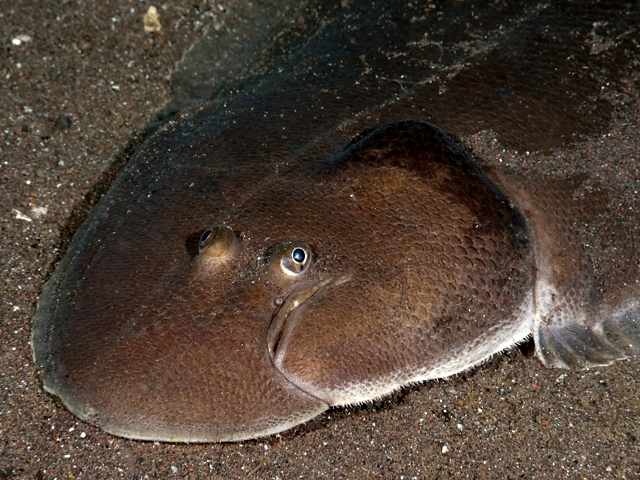
Paraplagusia japonica

  - Paraplagusia bilineata Lacépède, 1802
  - Paraplagusia bleekeri Kottelat, 2013
  - Paraplagusia guttata Macleay, 1878
  - Paraplagusia japonica Temminck & Schlegel, 1846
  - Paraplagusia longirostris Chapleau, Renaud & Kailola, 1991
  - Paraplagusia sinerama Chapleau & Renaud, 1993

### Unterfamilie Symphurinae
Bei der Unterfamilie Symphurinae steht der Kopf über dem endständigen Maul nicht vor. Die Seitenlinie fehlt auf beiden Seiten. Die Bauchflossen sind von der Afterflosse getrennt. Sie leben meist in tiefem Wasser, vor allem in Tiefen von 300 bis 1900 Metern. Die Unterfamilie ist monogenerisch, enthält also nur eine Gattung, und zwar mit etwa 75 Arten.
- Gattung Symphurus Rafinesque, 1810
  - Symphurus arawak Robins & Randall, 1965
  - Symphurus atramentatus Jordan & Bollman, 1890
  - Symphurus atricaudus Jordan & Gilbert, 1880
  - Symphurus australis Rendahl, 1922Symphurus civitatium

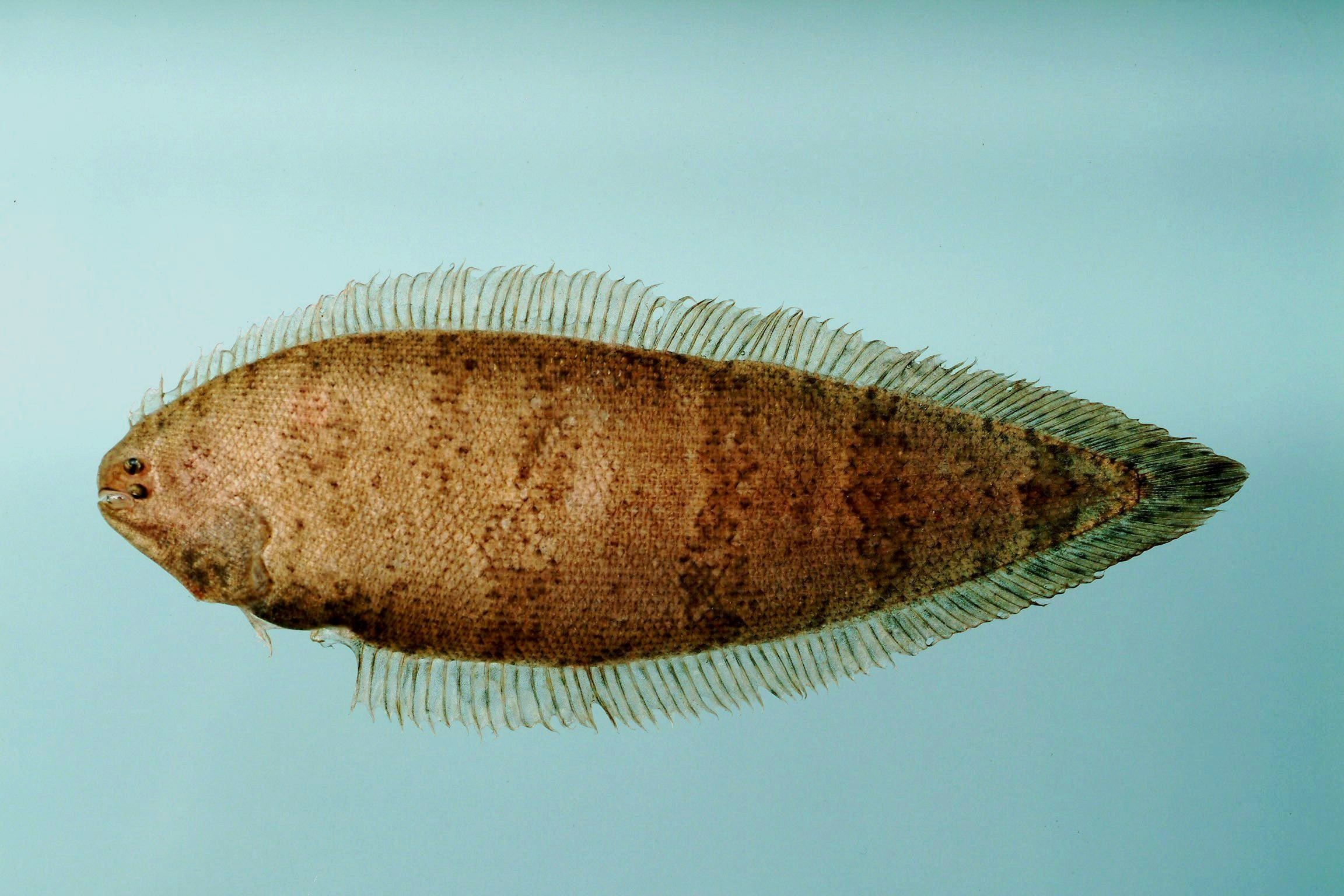
Symphurus civitatium

  - Symphurus bathyspilus Krabbenhoft & Munroe, 2003
  - Symphurus billykrietei Munroe, 1998
  - Symphurus callopterus Munroe & Mahadeva, 1989
  - Symphurus caribbeanus Munroe, 1991
  - Symphurus chabanaudi Mahadeva & Munroe, 1990
  - Symphurus civitatium Ginsburg, 1951
  - Symphurus diabolicus Mahadeva & Munroe, 1990
  - Symphurus diomedeanus Goode & Bean, 1885Symphurus diomedeanus

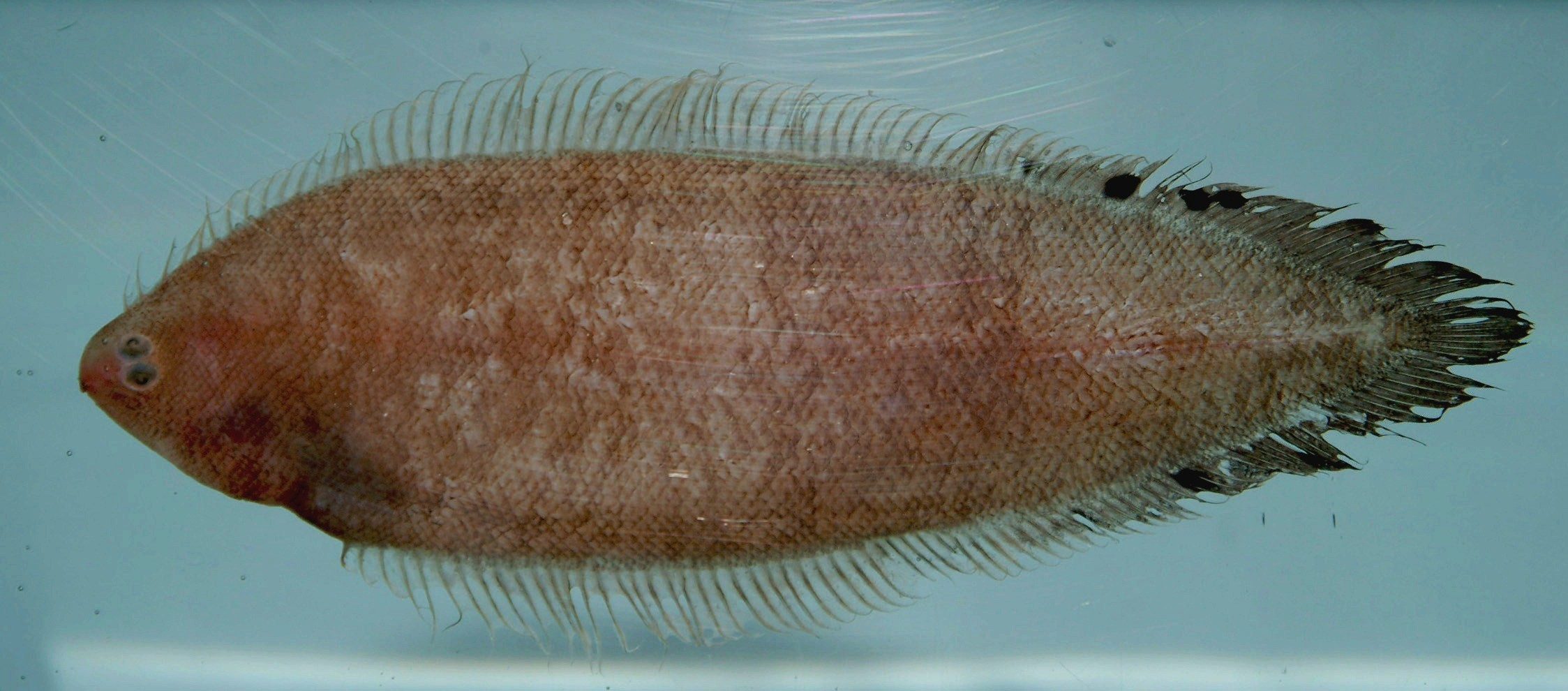
Symphurus diomedeanus

  - Symphurus elongatus (Günther, 1868)
  - Symphurus fasciolaris Gilbert, 1892
  - Symphurus fuscus Brauer, 1906
  - Symphurus gilesii Alcock, 1889
  - Symphurus ginsburgi Menezes & Benvegnú, 1976
  - Symphurus gorgonae Chabanaud, 1948
  - Symphurus hondoensis Hubbs, 1915
  - Symphurus insularis Munroe, Brito & Hernández, 2000
  - Symphurus jenynsi Evermann & Kendall, 1907
  - Symphurus kyaropterygium Menezes & Benvegnú, 1976
  - Symphurus leei Jordan & Bollman, 1890
  - Symphurus leucochilus Lee et al., 2014
  - Symphurus ligulatus Cocco, 1844
  - Symphurus longirostris Lee et al., 2016
  - Symphurus lubbocki Munroe, 1990
  - Symphurus luzonensis Chabanaud, 1955
  - Symphurus macrophthalmus Norman, 1926
  - Symphurus maldivensis Chabanaud, 1955
  - Symphurus marginatus Goode & Bean, 1886Symphurus marginatus

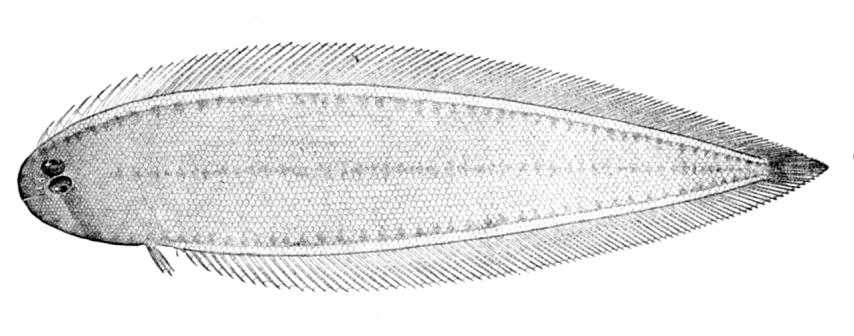
Symphurus marginatus

  - Symphurus marmoratus Bleeker, 1851
  - Symphurus melanurus Clark, 1936
  - Symphurus melasmatotheca Munroe & Nizinski, 1990
  - Symphurus microlepis Bleeker, 1851
  - Symphurus microrhynchus Weber, 1913
  - Symphurus minor Ginsburg, 1951
  - Symphurus monostigmus Munroe, 2006
  - Symphurus nebulosus Goode & Bean, 1883Symphurus nebulosus

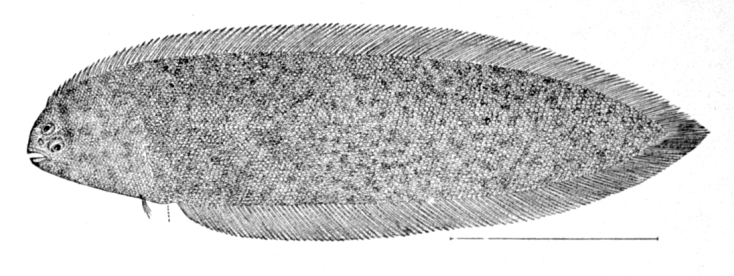
Symphurus nebulosus

  - Symphurus nigrescens Rafinesque, 1810
  - Symphurus normani Chabanaud, 1950
  - Symphurus novemfasciatus Shen & Lin, 1984
  - Symphurus ocellatus von Bonde, 1922
  - Symphurus oculellus Munroe, 1991
  - Symphurus oligomerus Mahadeva & Munroe, 1990
  - Symphurus ommaspilus Böhlke, 1961
  - Symphurus orientalis Bleeker, 1879
  - Symphurus parvus Ginsburg, 1951
  - Symphurus pelicanus Ginsburg, 1951
  - Symphurus piger nilSymphurus piger

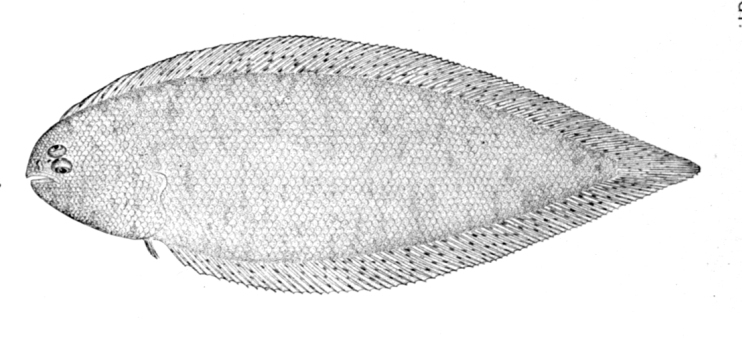
Symphurus piger

  - Symphurus plagiusa Linnaeus, 1766
  - Symphurus plagusia Bloch & Schneider, 1801
  - Symphurus prolatinaris Munroe, Nizinski & Mahadeva, 1991
  - Symphurus pusillus Goode & Bean, 1885Symphurus pusillus
  - Symphurus regani Weber & de Beaufort, 1929

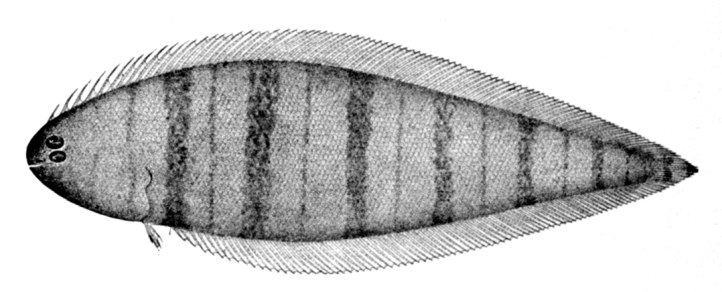
Symphurus pusillus

  - Symphurus reticulatus Munroe, 1990
  - Symphurus rhytisma Böhlke, 1961
  - Symphurus schultzi Chabanaud, 1955
  - Symphurus septemstriatus Alcock, 1891
  - Symphurus stigmosus Munroe, 1998
  - Symphurus strictus Gilbert, 1905
  - Symphurus thermophilus Munroe & Hashimoto, 2008
  - Symphurus tessellatus Quoy & Gaimard, 1824
  - Symphurus trewavasae Chabanaud, 1948
  - Symphurus trifasciatus Alcock, 1894Symphurus urospilus
  - Symphurus undatus Gilbert, 1905

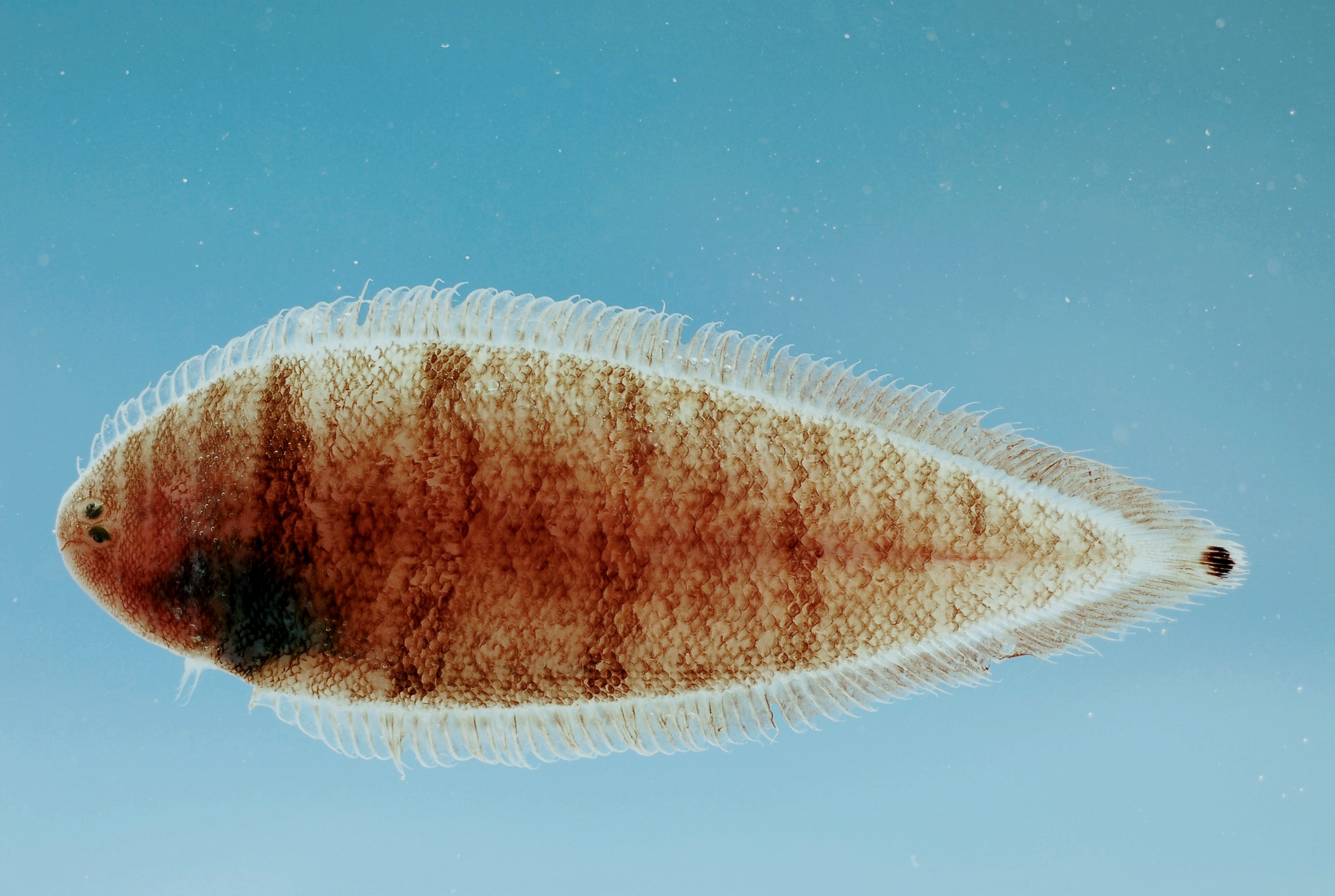
Symphurus urospilus

  - Symphurus undecimplerus Munroe & Nizinski, 1990
  - Symphurus urospilus Ginsburg, 1951
  - Symphurus vanmelleae Chabanaud, 1952
  - Symphurus variegatus Gilchrist, 1903
  - Symphurus varius Garman, 1899
  - Symphurus williamsi Jordan & Culver, 1895
  - Symphurus woodmasoni Alcock, 1889